# Münzkabinett des Kunsthistorischen Museums Wien

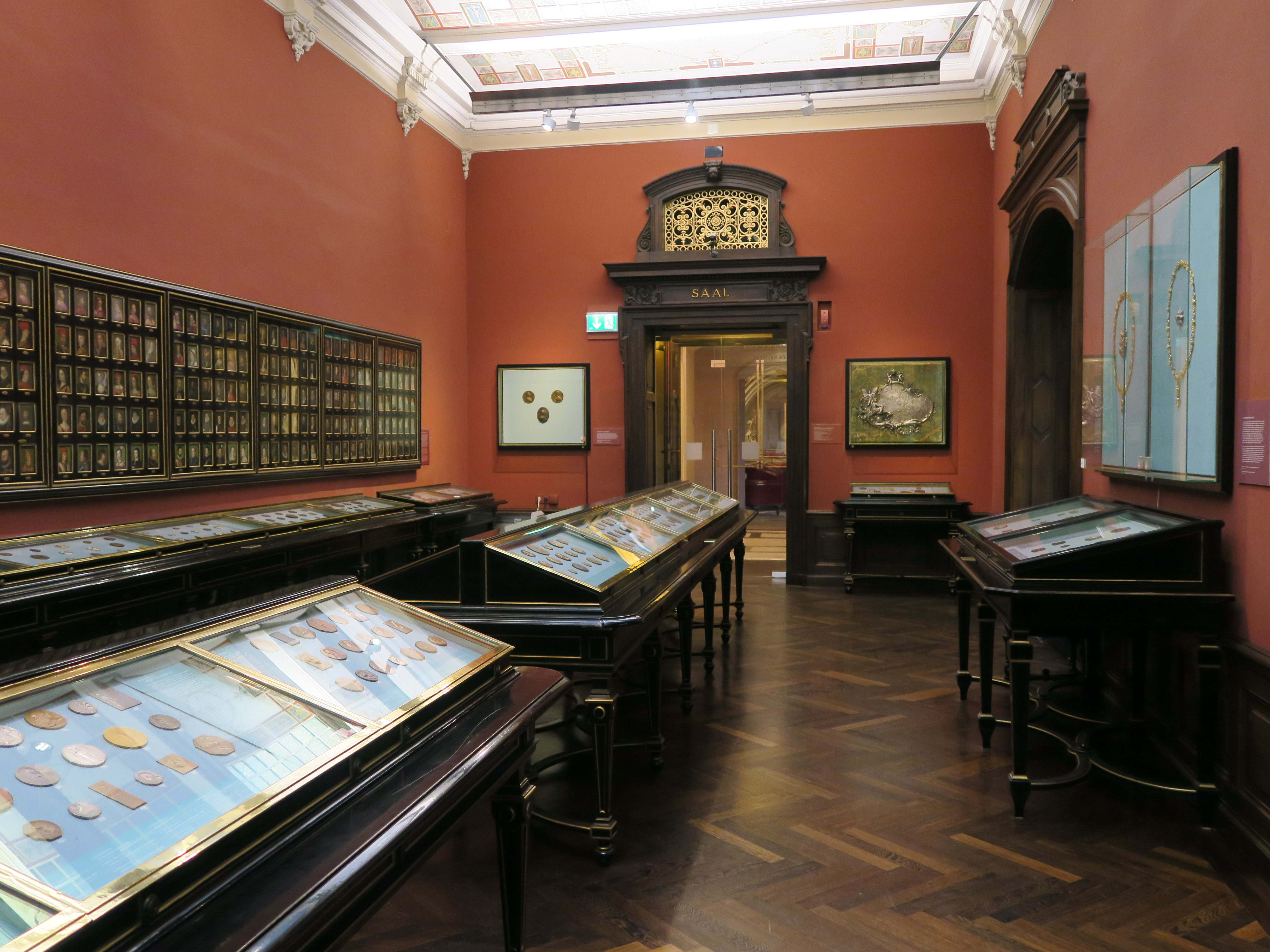
Saal I des Münzkabinetts im Kunsthistorischen Museum Wien (2016)

Das Münzkabinett des Kunsthistorischen Museums Wien ist die umfangreichste Sammlung ihrer Art in Österreich und gehört neben den Sammlungen in London, Paris, Berlin und Sankt Petersburg zu den fünf größten Münzkabinetten der Welt.

## Geschichte
Das Wiener Münzkabinett geht auf die kaiserlich-habsburgische Sammlung zurück, deren ältestes erhaltenes Inventar aus dem Jahr 1547 stammt. Heute gehört es zu den fünf größten und bedeutendsten Münzsammlungen der Welt.
Unter Kaiser Ferdinand I. (1503–1564) wurde um 1547/50 das älteste, noch heute erhaltene Inventar angelegt. Leopold Heyperger, der Kämmerer des Kaisers, verzeichnete darin fast ausschließlich römische Münzen. Auch Erzherzog Ferdinand II. (1529–1595), Sohn des Kaisers und Landesfürst von Tirol, ein begeisterter Sammler von Kunstgegenständen, besaß eine Münzsammlung. Seine Münzschränke existieren noch heute: Sie befinden sich im Wiener Münzkabinett sowie in Schloss Ambras. Kaiser Rudolf II. (1552–1612), der seine Residenzstadt Prag zu einem Zentrum des kulturellen Lebens machte, erweiterte ebenfalls die Bestände der habsburgischen Münzsammlung und erwies sich vor allem als Förderer der Medaillenkunst.
Kaiser Karl VI. (1685–1740) berief im Jahre 1712 den schwedischen Gelehrten Carl Gustav Heraeus zum Medaillen- und Antiquitäteninspector. Heraeus sollte durch die Zusammenführung der in der Hofbibliothek aufbewahrten Ferdinandeischen Sammlung, der Schatzkammer des Erzherzogs Leopold Wilhelm in der Stallburg und der Münzensammlung von Schloss Ambras ein räumlich einheitliches kaiserliches Kabinett schaffen.
Kaiser Franz I. Stephan von Lothringen (1708–1765), der Gemahl Maria Theresias (1717–1780), brachte eine neue Facette in die kaiserliche Münzsammelpolitik. Er legte sein Hauptaugenmerk auf damals moderne Prägungen. Das Jahr 1748 ist eine der Sternstunden in der Geschichte der Wiener Münzsammlung. Damals ordnete Franz I. Stephan von Lothringen an, das Numophylacium Carolino-Austriacum und das Numophylacium imperatoris Francisci I. zusammenzulegen. Die zu diesem Anlass durchgeführte Gesamtzählung ergab beinahe 50.000 Objekte, darunter allein 21.000 antike Münzen. Kaiser Franz I. Stefan ernannte Valentin Jamerey-Duval (1695–1775) zum Kustos des kaiserlichen Medaillen- und Münzcabinets.
Im Jahre 1774 wurde der säkularisierte Jesuitenpater Joseph Hilarius Eckhel zum Leiter des antiken Münzkabinetts berufen. Seine „Eckhelsche Ordnung“ antiker Münzen nach geographischen und chronologischen Gesichtspunkten hat bis heute Bestand. Darüber hinaus hatte Eckhel mit seiner zehnbändigen „Doctrina nummorum veterum“ dem kaiserlichen Kabinett erstmals weltweites Ansehen verschafft.
Die Erkenntnisse der historischen Wissenschaften haben die Numismatik im 19. Jahrhundert verändert. Das Interesse an der Geldgeschichte kam zur rein deskriptiven Numismatik hinzu, wodurch sich auch die Sammlungstätigkeit erweiterte. Heute werden im Münzkabinett neben Münzen und Medaillen auch Papiergeld und Wertpapiere, Naturalgeld, Stempelmarken, Wertmarken, Siegel und Siegelstempel, Münzwaagen und -gewichte, Orden, Abzeichen sowie historische Münz- und Medaillenprägestempel aufbewahrt. Somit ist das Münzkabinett eine Sammelstelle für Dokumente, die Geld in allen seinen Formen und Funktionen repräsentieren.
Zur Eröffnung des neu errichteten Kunsthistorischen Museums an der Wiener Ringstraße 1891 wurden die kaiserlichen Sammlungen, die bis dahin in den verschiedensten Häusern untergebracht waren, zusammengeführt. Das „Münz- und Antikenkabinett“ war zunächst in den Räumen des Hochparterres untergebracht und übersiedelte 1899 in den 2. Stock. Seit 1900 ist das Münzkabinett von der Antikensammlung getrennt und eine eigenständige Sammlung.
1905 teilte sich die Münz- und Medaillensammlung kurzzeitig in eine „Abteilung für antike, byzantinische und orientalische Münzen“ und in eine „Abteilung für mittelalterliche und moderne Münzen“.

## Direktoren
Direktoren des Antiken Münzkabinetts:
- Wilhelm Kubitschek (1910–1916)
- Rudolf Münsterberg (1916–1926)

Direktoren des Modernen Münzkabinetts:
- Karl Domanig (1900–1913)
- August Loehr (1914–1926)

Direktoren des vereinten Münzkabinetts:
- August Loehr (1927–1938)
- Fritz Dworschak (1938–1945)
- August Loehr (1945–1949)
- Eduard Holzmair (1949–1967)[2]
- Bernhard Koch (1968–1985)
- Helmuth Jungwirth (1987–1995)
- Günther Dembski (1995–2008)
- Michael Alram (2008–2020)
- Klaus Vondrovec (seit 2021)[3]

## Sammlung
Mit seinen rund 600.000 Objekten aus drei Jahrtausenden umfasst das Wiener Münzkabinett nicht nur Münzen, sondern auch prämonetäre Geldformen, Papiergeld, Aktien sowie Medaillen, Orden und Ehrenzeichen. Hinzu tritt eine reiche Sammlung an Prägewerkzeugen. Der Bestand des Wiener Münzkabinetts wird kontinuierlich erweitert.
2021 wurden die Bestände durch den Ankauf von rund 1.700 Münzen der Sammlung Lindpaintner aus den Reichen der Kushan, Gupta, Sasaniden und Iranischen Hunnen um wertvolle Stücke ergänzt.

## Bedeutende Objekte
- Alchemistisches Medaillon[6]

## Interaktiver Katalog (IKMK)
Der Interaktive Katalog des Münzkabinetts ist durch Einsatz der vom Münzkabinett Berlin entwickelten Software und Normdaten im Internet frei zugänglich. Die Sammlungsbestände werden nach und nach in standardisierter Weise in Bild und Text erfasst und online erschlossen. Bisher (August 2020) umfasst die Datenbank über 13.000 Münzen, Medaillen und Prägewerkzeuge.

## Ausstellung
Die Ausstellungsräume des Münzkabinetts befinden sich im obersten Stockwerk des Kunsthistorischen Museums. Die Ausstellung ist in drei Säle gegliedert: Saal I bietet einen Überblick zur Geschichte und Entwicklung der Medaille von ihren Anfängen um 1400 in Italien bis zum 20. Jahrhundert. Darüber hinaus werden hier österreichische und europäische Ehrenzeichen präsentiert. Im Saal II steht die Geschichte des Münz- und Papiergeldes im Mittelpunkt; der Bogen spannt sich von prämonetären Geldformen und Naturalgeld über die Erfindung der Münze im 7. Jahrhundert v. Chr. bis in die Gegenwart. Saal III ist wechselnden Sonderausstellungen vorbehalten.